# Симбиоза
 Тази статия е за понятието от биологията симбиоза.  За психологическото понятие  вижте симбиоза (психология).  
Симбиоза (на гръцки: symbiosis – съвместно живеене на два или повече организма) е взаимоотношение на определено равнище между два организма, от което те могат да имат едностранна или взаимна полза. Участниците в симбиозата се наричат симбионти. Понякога думите симбиоза и симбионт се използват погрешно само за случаите на мутуализъм.

## Типове симбиоза
В зависимост от вида на взаимоотношенията различаваме следните видове симбиоза:
- мутуализъм – и двата симбионта (мутуалисти) извличат полза от взаимоотношенията си;
- коменсализъм – изгода за единия организъм (коменсал), другият не е повлиян;
- паразитизъм – един от симбионтите (паразит) извлича облага, за сметка на другия (гостоприемник) на когото той вреди.

Терминът гостоприемник може да се използва и в случаи, когато няма налице паразитизъм.
От гледна точка оцеляването на единия организъм, симбиотичното му взаимоотношение с друг може да бъде:
- факултативно (незадължително взаимоотношение) – организмът може да влезе в симбиоза с другия, но това не е задължително за неговото оцеляване;
- облигатно (задължително взаимоотношение) – организмът (облигатен симбионт) не може да оцелее без симбиотичната си връзка с другия.

## Примери за симбиоза
Риба клоун и морска анемония
Рибата клоун е облигатен симбионт на морската анемония, защото не може да оцелее без нейната защита. Същевременно анемонията извлича полза от тази симбиоза, но може да оцелее без рибата клоун, затова тя е факултативен симбионт на рибата. Връзката между тях е мутуализъм.
Корали и водорасли
Красивите корали са просто скелет от коралови полипи – подобни на хидра същества. Планктонът, с който би трябвало да се прехранват, е рядкост по тези ширини. Своя разцвет коралите дължат на удивителната си симбиоза с миниатюрни (0.005 mm) едноклетъчни водорасли от вида Pyrrophyta (пирофитови водорасли). Наричат се зооксантела (Symbiodinium microadriaticum). Тя помага за отлагането на арагонита – варовиковия скелет. Тези водорасли осигуряват на полипа кислород и хранителни вещества. Затова коралите се нуждаят от ярка светлина, не живеят по-дълбоко от 50 м и не понасят мътна вода. Водораслите могат да използват отделяните от полипите въглероден двуокис и азотни съединения.
Раци и актинии
Широко известен пример е симбиозата между раците и актиниите. Последните се прикрепват на черупката, а стрелкащите се пипала на актинията са надеждна защита на двата симбионта. Актинията се храни от остатъците на храната, добивана от рака.
Лишеи и водорасли
Лишеите са възникнали в резултат на мутуализма на представители на две различни царства. Тялото на лишея се състои от гъста мрежа от гъбни нишки – хифи (микобионт) и разпръснати между тях клетки на водорасли или цианобактерии – фотобионт. Гъбният мицел служи на водораслите като защитна обвивка, предпазваща ги от изсъхване. Самата гъба се храни от синтезираните от водораслите органични вещества. При подобрение на условията съставящите лишеите цианобактерии и гъби могат да излязат от симбиотичното взаимодействия и да живеят самостоятелно.
Гъби и дървесни видове
При много гъби съществува тясна връзка с дърветата. Гъбният мицел плътно оплита корените на растението, образувайки т.н. микориза (гъбокорен). Разклонената мрежа гъбни хифи изпълнява роля на коренови власинки, помогайки на растението да извлича от почвата минерални вещества като азот и фосфор. Гъбите получават от растението някои продукти на фотосинтезата. Има гъби, отделящи антибиотици, които защитават стопанина им от паразитни гъбички и бактерии.
Някои гъби образуват микориза само с определен вид дървета. Известно е, че манатарките и рижиките се срещат само в иглолистни гори.
В атмосферата азотът се намира в свободна форма във вид на молекула N2. Растенията могат да усвояват азота само в свързан вид (като атоми). Бактериите от рода Rhizobium играят тази важна роля в селското стопанство. Те образуват азото-фиксиращи възелчета в корените на бобовите като грах, фасул и люцерна.
Фиксацията на азота става с помощта на фермента нитрогеназа, който работи обаче само в анаеробни условия. За да изолират бактериите от кислорода растенията синтезират белтък, напомнящ по структура хемоглобина, който свързва кислорода и защитава симбионтите от въздействието му. Тази симбиоза може да облекчи изискванията за допълнително азотно наторяване.
Риба Photoblepharon и фосфоресциращи бактерии
Рибата Photoblepharon свети, защото в специална торбичка под окото ѝ живеят симбиотични фосфоресциращи бактерии. Те светят преобразувайки химична енергия с помощта на фермента люцифераза. Бактериите се хранят предимно с вещества като глюкоза, които, както и кислорода за дишане, им доставя самата риба чрез кръвоносните съдове, пронизващи светещата торбичка. С нейна помощ рибата може да привлича плячка, да обърква хищниците, да си намери партньор в тъмното. Но фенерчето може и да разкрие стопанина си и затова рибата има нещо като клепач, който „включва“ и „изключва“ светлината.
Епифити
Епифитите са растения, които растат на други растения, но не са паразитни. Премествайки се на дърветата, те се повдигат от сумрака на дъждовните гори към светлината. Вода и хранителни вещества получават от атмосферата. На главните дървета не се нанася никаква вреда дори да носят многобройно количество епифити. Някои растения се специализират като епифити. Например семейство Бромелиеви (Bromeliaceae), орхидеите (Orchidaceae) и папрати (Pterophyta). Много лишеи и мъхове също са епифити.